# Unterseeboot UB-87
Pour les autres navires du même nom, voir Unterseeboot 87.
L'Unterseeboot UB-87 est un sous-marin (U-Boot) allemand de type UB III utilisé par la Kaiserliche Marine pendant la Première Guerre mondiale. Il a été mis en service dans la Marine impériale allemande le 27 décembre 1917.
L'UB-87 a été remis à la France le 20 novembre 1918, conformément aux exigences de l’armistice avec l’Allemagne. Il est démantelé à Brest en 1921.

## Conception
Comme tous les sous-marins de type UB III, l'UB-87 avait un déplacement de 516 tonnes en surface et de 647 tonnes en immersion. Ses moteurs lui permettaient de naviguer à 13,4 nœuds (24,8 km/h) en surface et à 7,5 nœuds (13,9 km/h) en immersion. Il avait une autonomie de 8180 milles marins (15150 km) à sa vitesse de croisière. L'UB-87 transportait 10 torpilles et était armé d’un canon de pont de 8,8 cm. L'UB-87 avait un équipage pouvant compter jusqu’à 3 officiers et 31 hommes. 

## Historique des services
L'UB-87 a été construit par AG Weser à Brême. Après un peu moins d’une année de construction, il a été mis à l’eau à Brême le 10 novembre 1917. Il a été mis en service plus tard cette même année. 

## Affectations
- V Flottille : du 14 mars au 29 avril 1918
- III Flottille : du 29 avril au 11 novembre 1918

## Commandants
- Kapitänleutnant Karl Petri[5] : du 27 décembre 1917 au 30 septembre 1918
- Oberleutnant zur See Bernhard Hibsch[6] : du 1er octobre au 11 novembre 1918

## Navires coulés
| Date             | Nom        | Nationalité    | Tonnage | Destin.   |
| ---------------- | ---------- | -------------- | ------- | --------- |
| 3 septembre 1918 | Highcliffe | United Kingdom | 3238    | Coulé     |
| 6 septembre 1918 | Milly      | United Kingdom | 2964    | Coulé     |
| 7 septembre 1918 | SS Persic  | United Kingdom | 12045   | Endommagé |
| 9 septembre 1918 | Missanabie | United Kingdom | 12,469  | Coulé     |